# 173 (szám)
A 173 (százhetvenhárom) a 172 és 174 között található természetes szám.
173 prímszám, sőt Sophie Germain-prím, három egymást követő prímszám összege (53 + 59 + 61 = 173), kiegyensúlyozott prím és Eisenstein-prím.